# Tumut Airport
Tumut Airport är en flygplats i Australien. Den ligger i kommunen Tumut Shire och delstaten New South Wales, i den sydöstra delen av landet, omkring 310 kilometer sydväst om delstatshuvudstaden Sydney. Tumut Airport ligger 256 meter över havet.
Runt Tumut Airport är det mycket glesbefolkat, med 3 invånare per kvadratkilometer.. Närmaste större samhälle är Tumut, nära Tumut Airport.
I omgivningarna runt Tumut Airport växer huvudsakligen savannskog. Genomsnittlig årsnederbörd är 1 222 millimeter. Den regnigaste månaden är februari, med i genomsnitt 177 mm nederbörd, och den torraste är januari, med 68 mm nederbörd.